# 本多康俊
本多 康俊（ほんだ やすとし）は、戦国時代から江戸時代前期にかけての武将、大名。徳川氏の家臣。三河西尾藩主、近江膳所藩初代藩主。康俊系本多家宗家初代。

## 生涯
永禄12年（1569年）、徳川四天王の筆頭・酒井忠次の次男として誕生。生母は松平広忠の妹なので、徳川家康とは従兄弟の関係に当たる。
天正3年（1575年）、織田信長の人質として織田氏のもとへ赴いた後、天正8年（1580年）に本多忠次の養子となった。天正18年（1590年）、主君・家康が関東へ移封されると、下総国匝瑳郡小笹郷に5000石の所領を与えられた。
慶長5年（1600年）、関ヶ原の戦いにも参加し、その戦功により三河西尾に2万石の所領を与えられた。慶長19年（1614年）の大坂冬の陣では近江膳所城を守備し、翌年の大坂夏の陣では天王寺・岡山の戦いに参加して首級を105個も挙げたという。その戦功により、近江膳所に3万石で加増移封された。
元和7年（1621年）2月7日、53歳で死去した。

## 系譜
父母
- 酒井忠次（実父）
- 碓井姫 ー 松平清康の娘（実母）
- 本多忠次（養父）

正室
- 菅沼定盈の娘

子女
- 本多俊次（長男）生母は正室
- 本多忠相（次男）生母は正室
- 本多俊昌、生母は正室
- 本多俊之
- 本多景次、生母は正室
- 前田利孝正室